# 뤄톈이

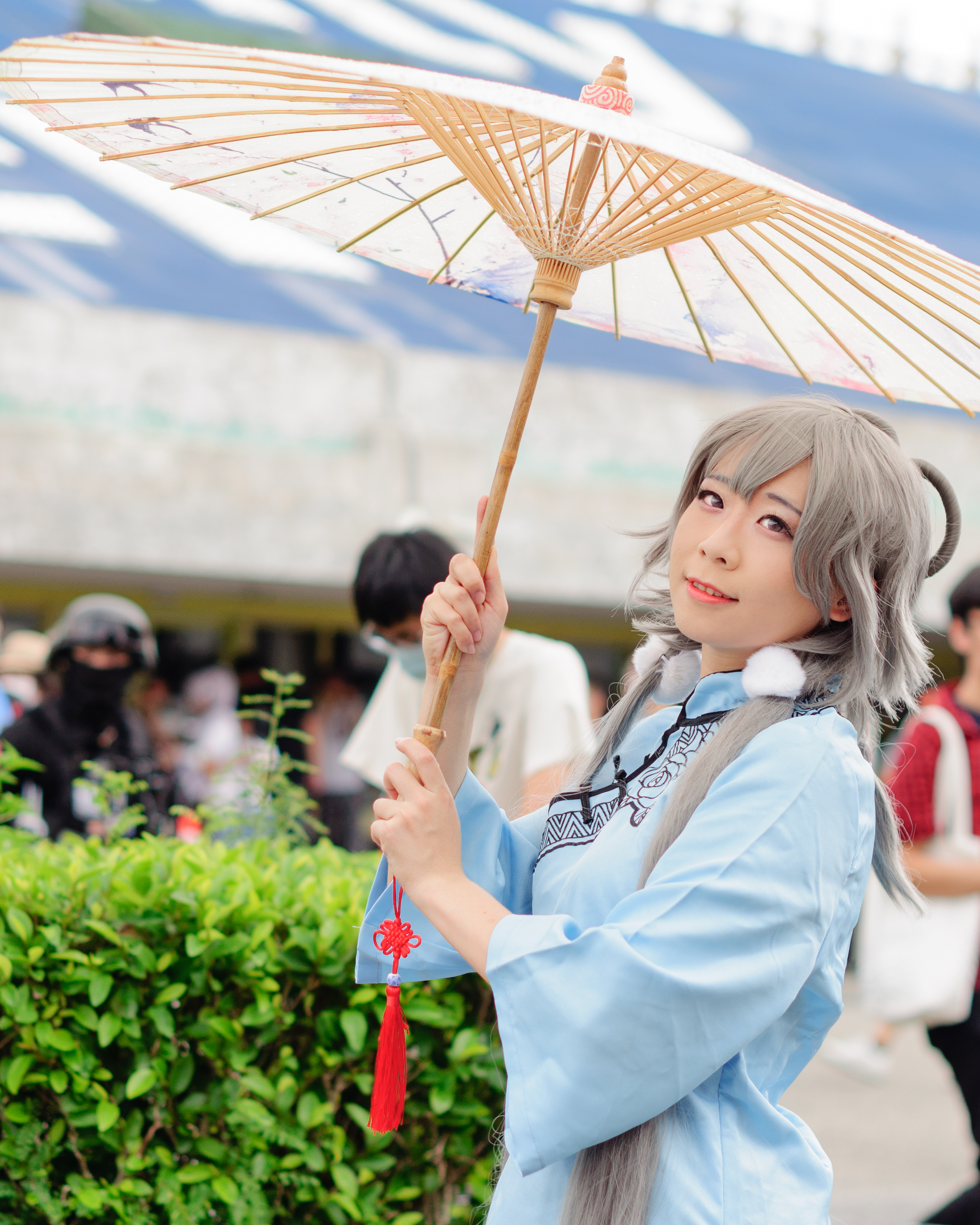

뤄톈이(중국어: 洛天依, 병음: Luò TiānYī, 한자음: 낙천의, 일본어: 洛天依, 영어: LUO TIANYI)는 상하이 허녠 정보기술 주식회사에서 발매되는 음성 합성 데스크톱 뮤직(DTM)용의 보컬 음원 소프트웨어, 및 그 캐릭터이다. 엔진은 보컬로이드 3을 사용하고 있다. 캐릭터 디자인은 중국 국내에서 일반 공모해서 1700장 중에서 선택됐다. 일러스트는 ideolo가 맡았다. 성우는 산신이다.

## 같이 보기
- 보컬로이드의 제품 목록